# Győrladamér
Győrladamér község Győr-Moson-Sopron vármegyében, a Győri járásban.

## Fekvése
A Szigetközben, Győrtől északnyugatra a Mosoni-Duna mentén, a Győrt Mosonmagyaróvárral összekötő 1401-es út két oldalán fekszik, az út 7. és 8. kilométerei között.

## Története és mai élete
Egyes szakírók a falu első írásos említését – Nádor lovag tulajdonaként – 1146-ra teszik, majd ezt követően 1271-re, amikor V. István pallosjoggal ruházta fel az akkori birtokos Kurig-családot. Tény viszont, hogy az Árpád-kori Magyarország történetét feldolgozó Györffy György professzor nem tud ezen forrásokról. Az általunk ismert legrégebbi adat 1418-ból, a Hédervári család oklevéltárából származik. A nyelvtudomány szerint a Ladamér helynév puszta személynévből keletkezett magyar névadással – az alapjául szolgáló személynév viszont szláv eredetű. E magyarázat hihetővé teszi a népi hagyományt, mely szerint a falu nevét egykori tulajdonosáról, Monoszló Lodomér esztergomi érsekről kapta, aki 1279-1297 között viselte e tisztséget. Mások feltételezik, hogy a falu határában folyt egy „Ladom-ér”, s erről nyerte volna nevét a település, melynek neve 1418-1521 között meglehetősen gyakran, összesen tizennégyszer szerepel oklevelekben „Ladamer”, „Ladomeer”, „Ladomer” ill. „Lodomer” alakokban. Több forrás is hangsúlyozza, hogy Ladamér hajdan a zámolyi határ részét képezte és „ladoméri kúria” néven fordul elő; 1474-ben viszont a szentmártoni konvent Országh Mihály nádor parancsára Darnay László Jakab fiát a ladoméri kúria birtokába iktatta.
A török dúlás teljesen megsemmisítette a falut, olyannyira, hogy csak nyomai látszottak a felszabadító háborúk idején. A falu csak 1719-ben kezdett benépesülni, Veszprém megyei jobbágy magyar lakossággal” – írta Szeghalmy Gyula. 1729-ben még nagyon kis település lehetett, az összeírók mindössze 6 jobbágytelket és 4 zsellérhelyet vehettek számba. 1836-ban 283, 1851-ben 295 római katolikus személy él a ladoméri tó mellett fekvő Ladoméron, melynek ura ekkor is a gróf Viczay család; 1878-ban száll át a gróf Khuen-Héderváry családra, mely 1945-ig bír nagyobb birtokkal a faluban. A lakosság száma a 19. század második felében még alig emelkedik, 1890-ben 314 római katolikus és 13 zsidó él itt. A községben Önkéntes Tűzoltó, ill. Levente Egyesület működött ez idő tájt. A lakosság földműveléssel foglalkozott, iparos alig akadt. A 25 kh. nagyságú erdőbirtok gróf Khuen-Héderváry Sándor és Károly tulajdona volt.
A falu iskolájáról származó első adat 1700-ból való, de tanítóiról csak a 19. század elejéről tudunk közelebbit. Horváth József tanító 1808-ban egy személyben jegyző és csizmadia is volt. A győrladaméri rk. egyházközség évszázadokig Győrzámoly leányegyházaként működött. 1946-ban vált önállóvá – ehhez az évhez fűződik temploma is, amelyet egy uradalmi magtárból alakítottak ki és amelyet a „Szent Kereszt felmagasztalása” tiszteletére szenteltek. A 158 m2 alapterületű templom 1979-ben új belső kiképzést kapott.
A második világháború után indult fejlődésnek a falu, de az 1954. évi árvíz elpusztította, mint történelme során annyiszor, most is újjáépítették, sőt rohamosan fejlődni kezdett. 1960-ban már 830-an laknak itt, 1985-ben pedig csaknem ezren (994 fő). E gyors fejlődés köszönhető a Győrhöz való közelségnek, a falu kedvező földrajzi fekvésének, valamint a természeti környezet csábító voltának.
Győrladamér lakossága 1996 végén 1110 fő volt. Az ivóvíz- és telefonhálózat kiépült, az előbbihez 331 lakás csatlakozott, míg távbeszélő fővonallal 207 előfizető rendelkezett. A csatornahálózat kiépítése folyamatban van. A lakosság igényeit 18 kiskereskedelmi bolt – köztük 6 élelmiszerüzlet –, 5 vendéglátóhely, valamint tüzelő- és építőanyag-telep igyekszik kielégíteni.
A falu intenzív és folyamatos fejlődését mutatják az újonnan megnyitott utcák, s az a tény is, hogy például 1996-ban 10 új lakás épült és a természetes szaporodás mutatója is pozitív, tehát a lakosságszám növekszik, miközben az átlagéletkor csökken, a falu fiatalodik. A lakosság mintegy 90%-a római katolikus, lelki gondozásukat a győrzámolyi plébános látja el.
A falu első világháborúban elesett 7 hősi halottjának 1921-ben közadakozásból állítottak emlékkeresztet, amely a temetőben található. A két világháború ladaméri áldozatainak 1992-ben állított, fekete márványból készített emlékműve a polgármesteri hivatal előtt látható.
A Mosoni- és a Nagy-Duna közelsége, az egyedülálló Somoserdő, amely a főközlekedési útról lekanyarodva, a falu központjában álló templomot érintve közelíthető meg, és a Nádas-tó (nádas, sásos, ingoványos területű Holt-Duna-ág maradvány) a kirándulók kellemes pihenő és kirándulóhelye.

## Közélete

### Polgármesterei
- 1990–1994: Kettinger János (független)[3]
- 1994–1998: Kettinger János (független)[4]
- 1998–2002: Kettinger János (független)[5]
- 2002–2006: Tatai Ernő Zoltánné (független)[6]
- 2006–2010: Tatai Ernő Zoltánné (független)[7]
- 2010–2014: Kettinger János (független)[8]
- 2014–2019: Kettinger János (független)[9]
- 2019–2024: Pappné Kett Adrienn (független)[10]
- 2024– : Ponty István (független)[1]

## Népesség
A település népességének változása:
| Lakosok száma | 1635 | 1660 | 1664 | 1830 | 1818 | 1853 | 1883 |
|               | 2013 | 2014 | 2015 | 2021 | 2022 | 2023 | 2024 |

A 2011-es népszámlálás során a lakosok 83,5%-a magyarnak, 1,8% németnek mondta magát (16,4% nem nyilatkozott; a kettős identitások miatt a végösszeg nagyobb lehet 100%-nál). A vallási megoszlás a következő volt: római katolikus 49,7%, református 5,3%, evangélikus 2,2%, görögkatolikus 0,3%, felekezeten kívüli 7,4% (34,1% nem nyilatkozott).
2022-ben a lakosság 91,3%-a vallotta magát magyarnak, 1,8% németnek, 0,1-0,1% szerbnek, bolgárnak, cigánynak és románnak, 3,4% egyéb, nem hazai nemzetiségűnek (8,3% nem nyilatkozott; a kettős identitások miatt a végösszeg nagyobb lehet 100%-nál). Vallásuk szerint 37,2% volt római katolikus, 4,1% református, 2,1% evangélikus, 0,6% görög katolikus, 0,5% egyéb keresztény, 0,2% egyéb katolikus, 9,1% felekezeten kívüli (46,2% nem válaszolt).

## Látnivalók
- temploma érdekessége az, hogy csak 1946-ban építették egy hajdani urasági magtárból, a tornyot pedig 1967-ben emelték, a templom belsejét 1997-ben alakították ki.
- a védett Somos-erdő(wd), ahol egyedülálló növényritkaságokat lehet látni
- a Szavai-csatorna kitűnő horgászhely.